# 砂原町
砂原町（日语：／ Sawara chō */?）是過去位於北海道渡島支廳中部一個以漁業為主的城鎮，已於2005年4月1日與森町合併為新設置的森町。
名稱可能源自阿伊努語的「sar」（葦塘）、「sarki」（蘆葦）或是「sara」（出現）。

## 歷史
- 1906年4月1日：砂原村成為北海道二級村。[2]
- 1970年9月1日：改制為砂原町。
- 2005年4月1日：和森町合併為新設立的森町。

## 交通

### 機場
- 函館機場（位於函館市）

### 鐵路
- 北海道旅客鐵道
  - 砂原支線：渡島沼尻車站 - 渡島砂原車站

### 道路
| 一般國道 - 國道278號 | 道道 - 北海道道1028號森砂原線 |

### 巴士
- 函館巴士

## 觀光景點

### 觀光
- 砂崎海岸、砂崎燈塔
- 望洋之森

## 教育

### 中學校
- 森町立砂原中學校

### 小學校
- 森町立砂原小學校

## 姊妹市・友好都市

### 日本
- 蟹田町（青森縣東津輕郡）：已於2005年3月28日合併為外濱町。